# 高遠城址公園
高遠城址公園（たかとおじょうしこうえん）は、長野県伊那市高遠町東高遠にある城、高遠城を中心に整備された公園である。

## 概要
高遠城は戦国時代、武田信玄の家臣であった山本勘助が縄張りした堅城で城主は武田氏一族が務めた。別名兜山城ともいわれる。1582年（天正10年）、城主・仁科盛信（信玄五男）の時落城するが、この時籠城していた信玄の娘・松姫（盛信の妹）と、攻城軍の総大将織田信忠（織田信長嫡男）は元婚約者同士であり、落城にまつわる悲劇として知られている。また、正徳4年1月12日（1714年2月26日）江島生島事件(江島は、絵島とも表記とうろく)で、絵島がこちらの高遠藩内藤清枚にお預けとなった。
城は南アルプスの裾野にあり、春になると1,500本のタカトオコヒガン（サクラの一種）が咲き乱れ、城は赤みを帯びた鮮やかな桜色に包まれる。日本さくら名所100選に選定されている。毎年4月上旬から5月上旬にかけての観桜シーズンには「高遠城址公園さくら祭り」が催され、夜間のライトアップも行われ全国から花見客が訪れる。

## 歴史
ここでは廃藩後の城址公園について解説する。廃藩以前の歴史は高遠城を参照。
明治4年、廃藩置県によって高遠城は取り壊しとなり、城内の樹木は競売にかけられ売り払われたため、この場所は荒地となっていた。1876年（明治9年）、これを見かねた旧藩士たちは城跡に桜を植樹し、城下町にあった門を移すなどして公園として整備した。1936年（昭和11年）、高遠閣が完成。現在、高遠閣は観光客の休憩所、案内所として使用されているが、元々は地域の集会所として作られたものであった。1960年（昭和35年）、タカトオコヒガンザクラの樹林は長野県の天然記念物に指定された。また1978年（昭和53年）より花見のシーズンのみ有料となった。

## 公園内の名所
- 登録有形文化財「高遠閣」
- 新城藤原神社
- 天下第一の桜碑
- 進徳館 - 旧藩校跡

その他、須田経哲顕彰碑、中村元恒・元起記念碑、荻原井泉水の句碑、無字の碑、河東碧梧桐・広瀬奇壁句碑など。

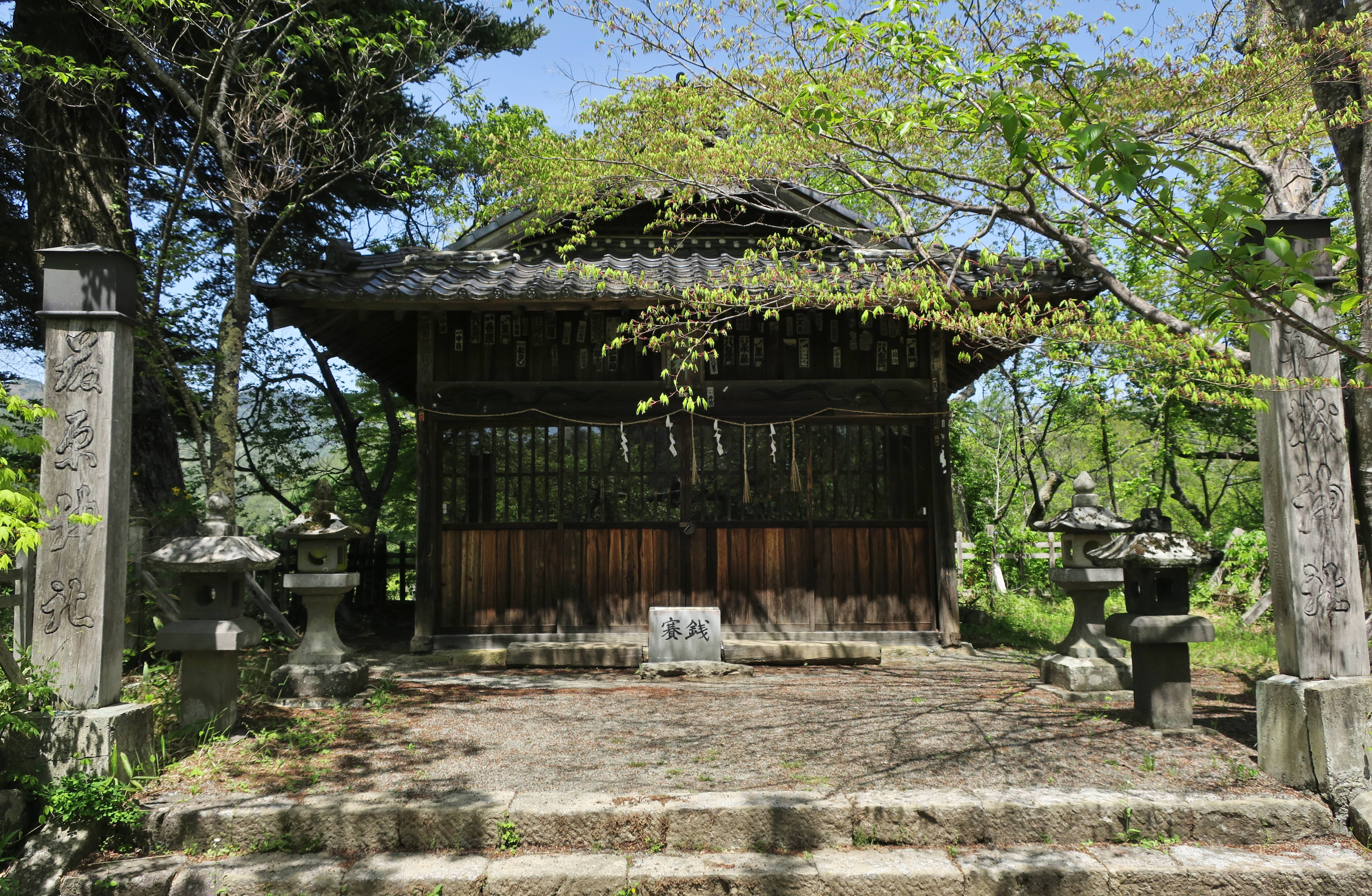
新城藤原神社
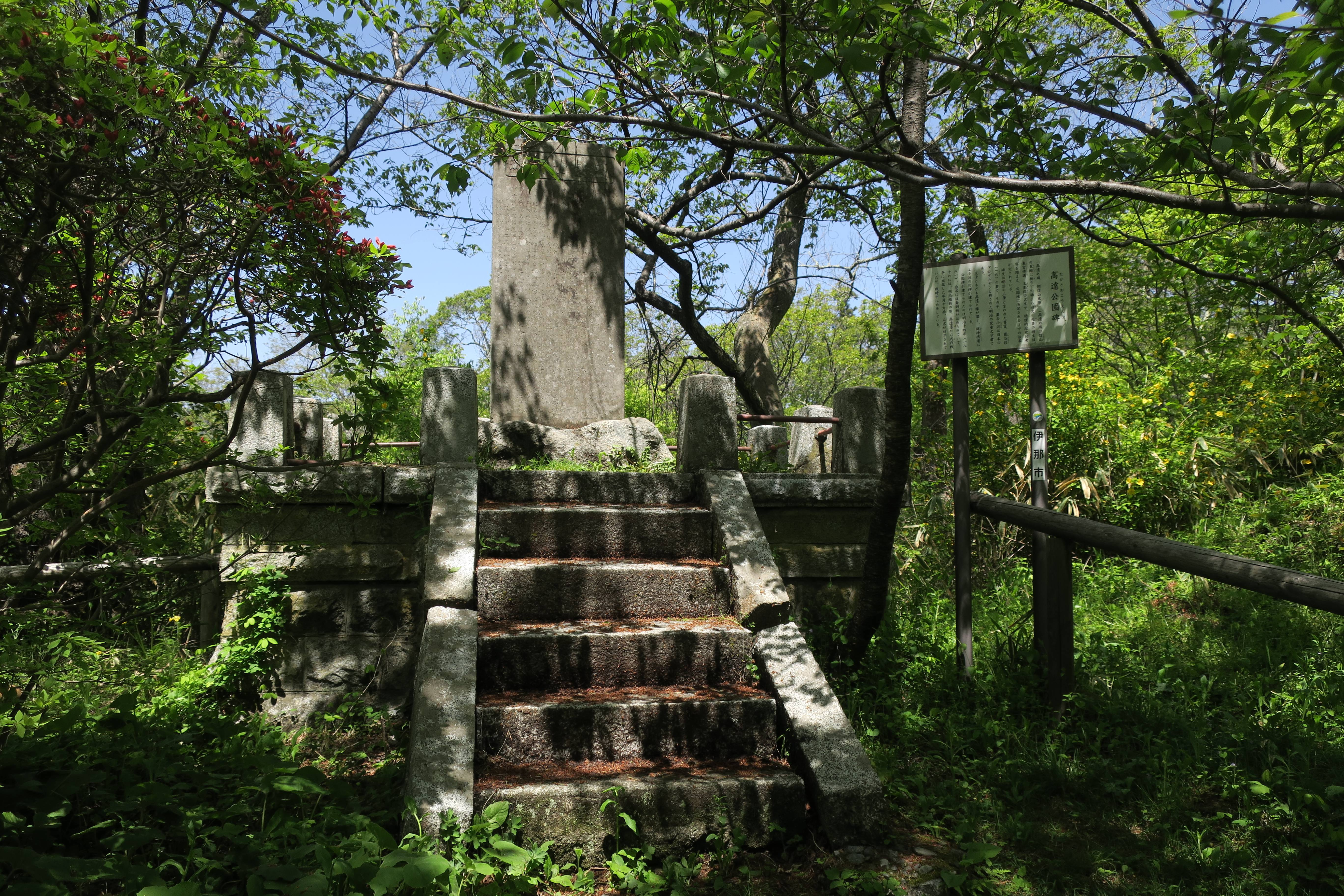
高遠公園の碑
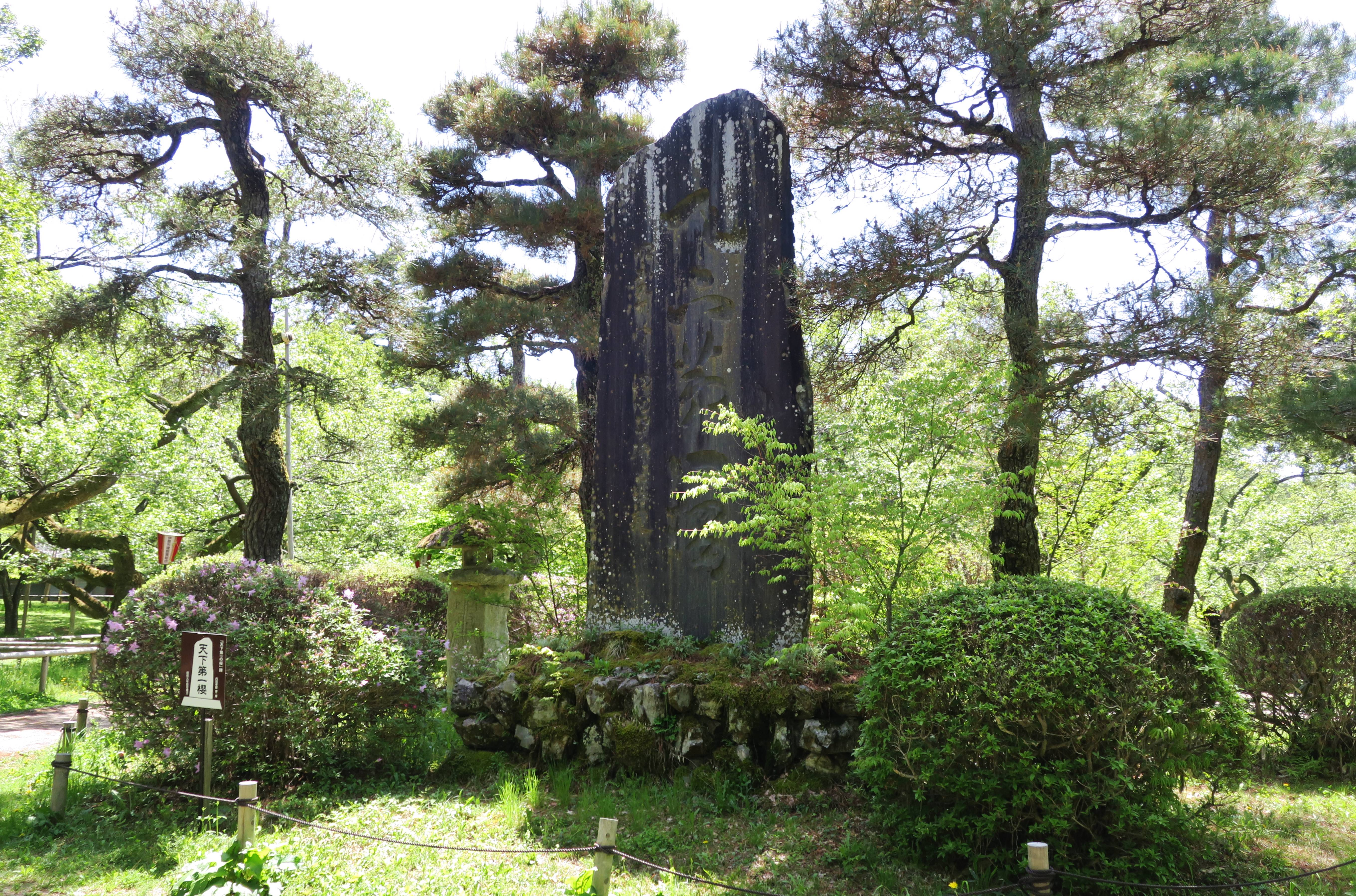
天下一櫻の碑
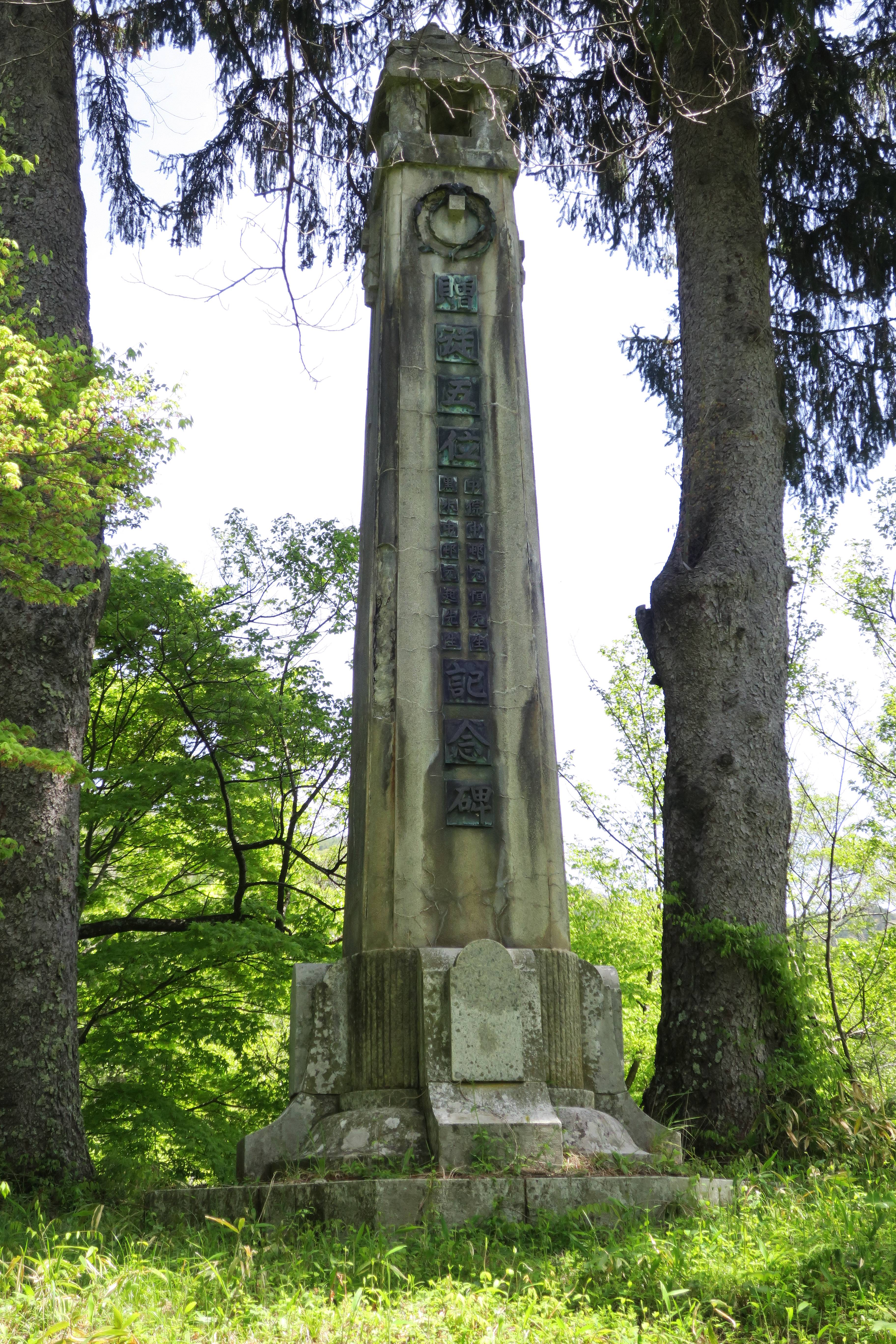
中村元恒・元起記念碑
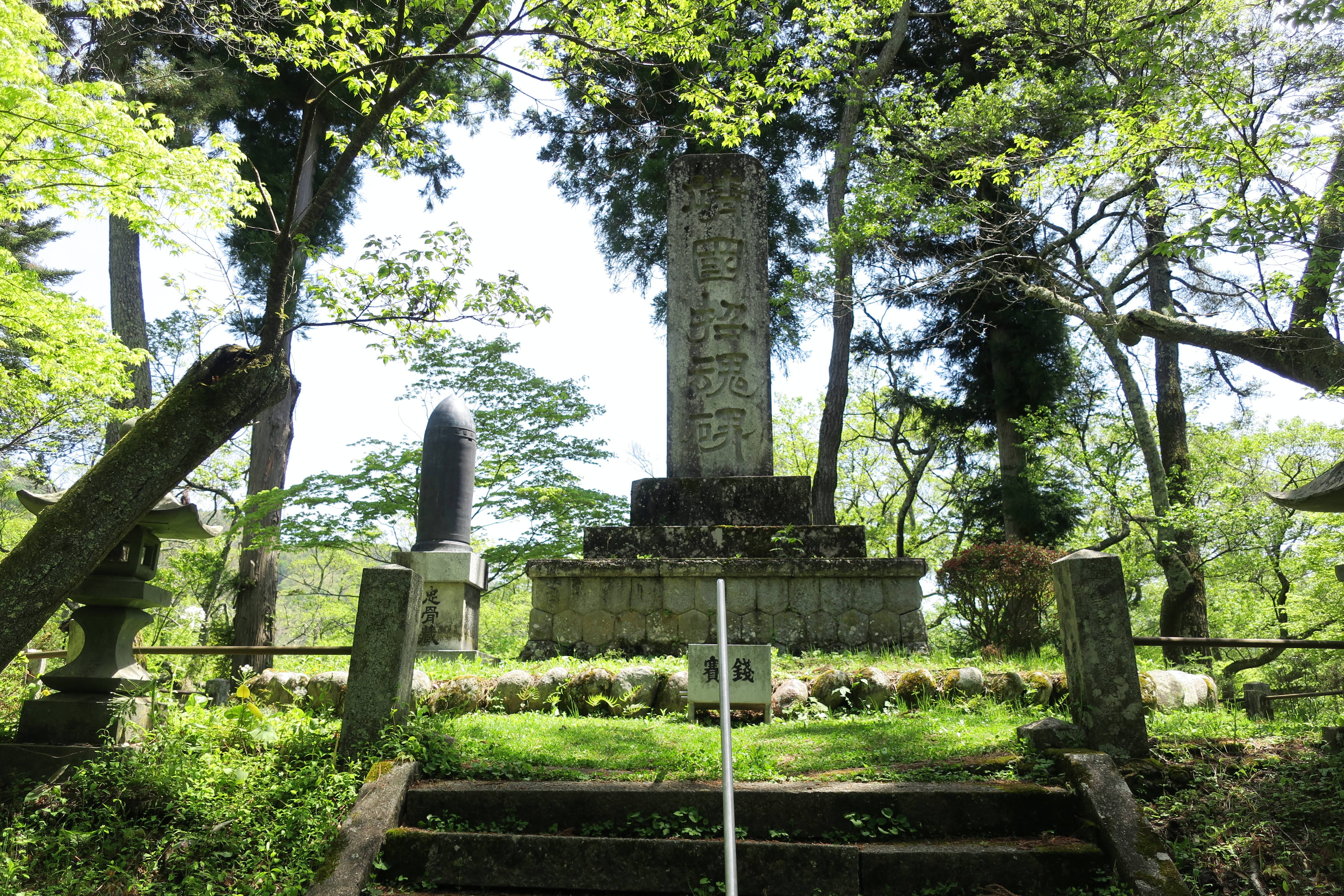
靖国招魂碑

## 近在の施設
- 伊澤修二生家
- 保科正之公像
- お静顕彰碑

## 周辺
- 三峰川(みぶがわ)
- 高遠湖（高遠ダム湖）
- 高遠町歴史博物館
- 信州高遠美術館

## アクセス方法
- 飯田線伊那市駅よりJRバス高遠線で約25分、「高遠駅」下車。または中央本線茅野駅よりJRバス（季節運行）で約1時間、「高遠駅」下車。「高遠駅」より徒歩約15分。
- バスタ新宿より中央高速バス伊那・駒ヶ根線で伊那バスターミナル下車にて徒歩2分の伊那市駅より上記のJRバスルートを利用。
  - 中央高速バス新宿 - 伊那・駒ヶ根線とJRバス高遠線がセットになった「新宿・高遠連絡きっぷ」[3]も発売されている。
- 中央自動車道伊那ICから車で30分、同諏訪ICから車で1時間。
  - シーズン中は公園付近の渋滞を緩和するため無料大駐車場からシャトルバス、片道100円が運行されるが、混雑がひどい場合は、バスに乗り切れないなどして、結局、駐車場から徒歩で向かう花見客もいる。）

## ギャラリー

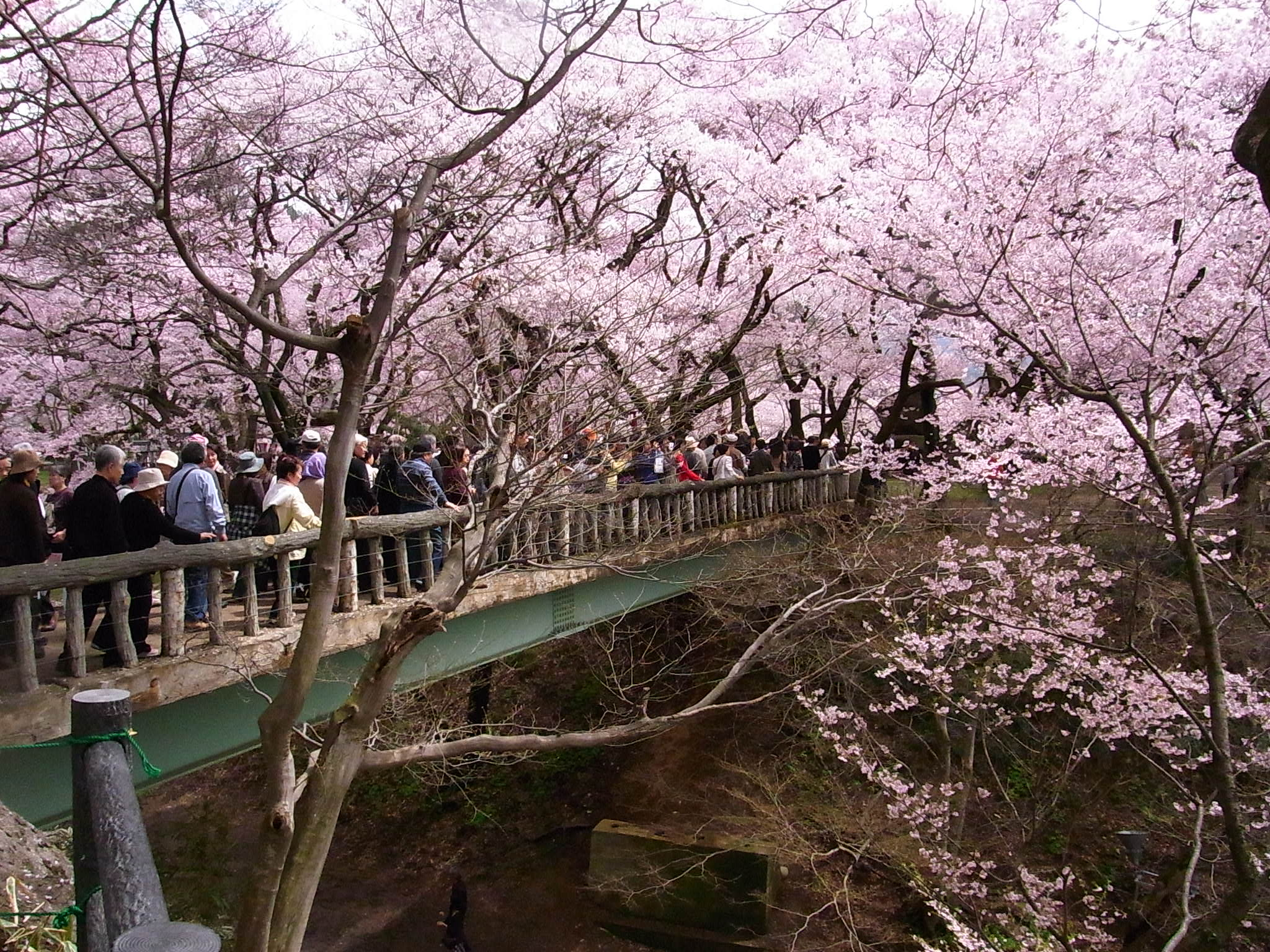
公園内の桜（2010年4月13日撮影）
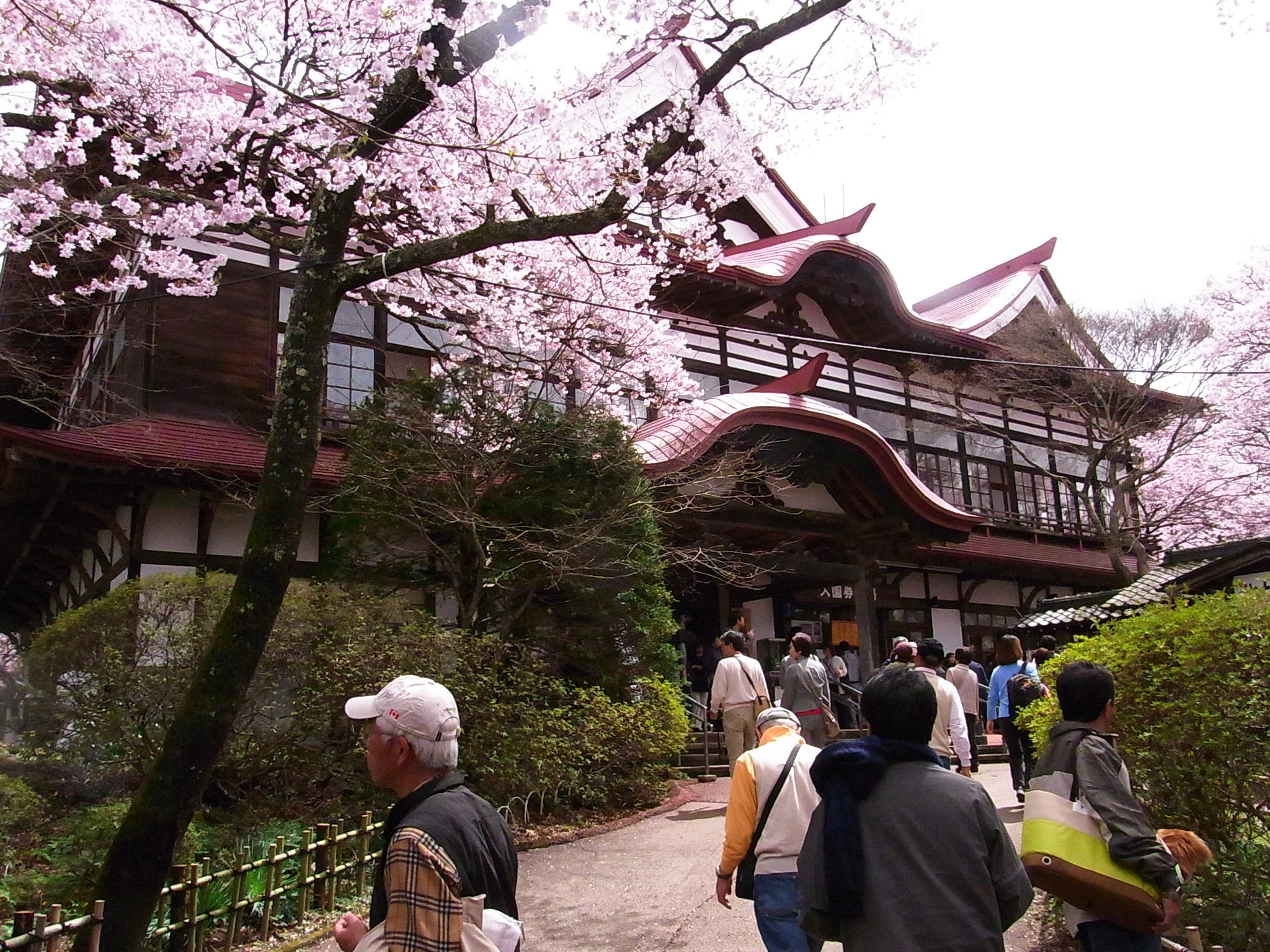
高遠閣（2010年4月13日撮影）
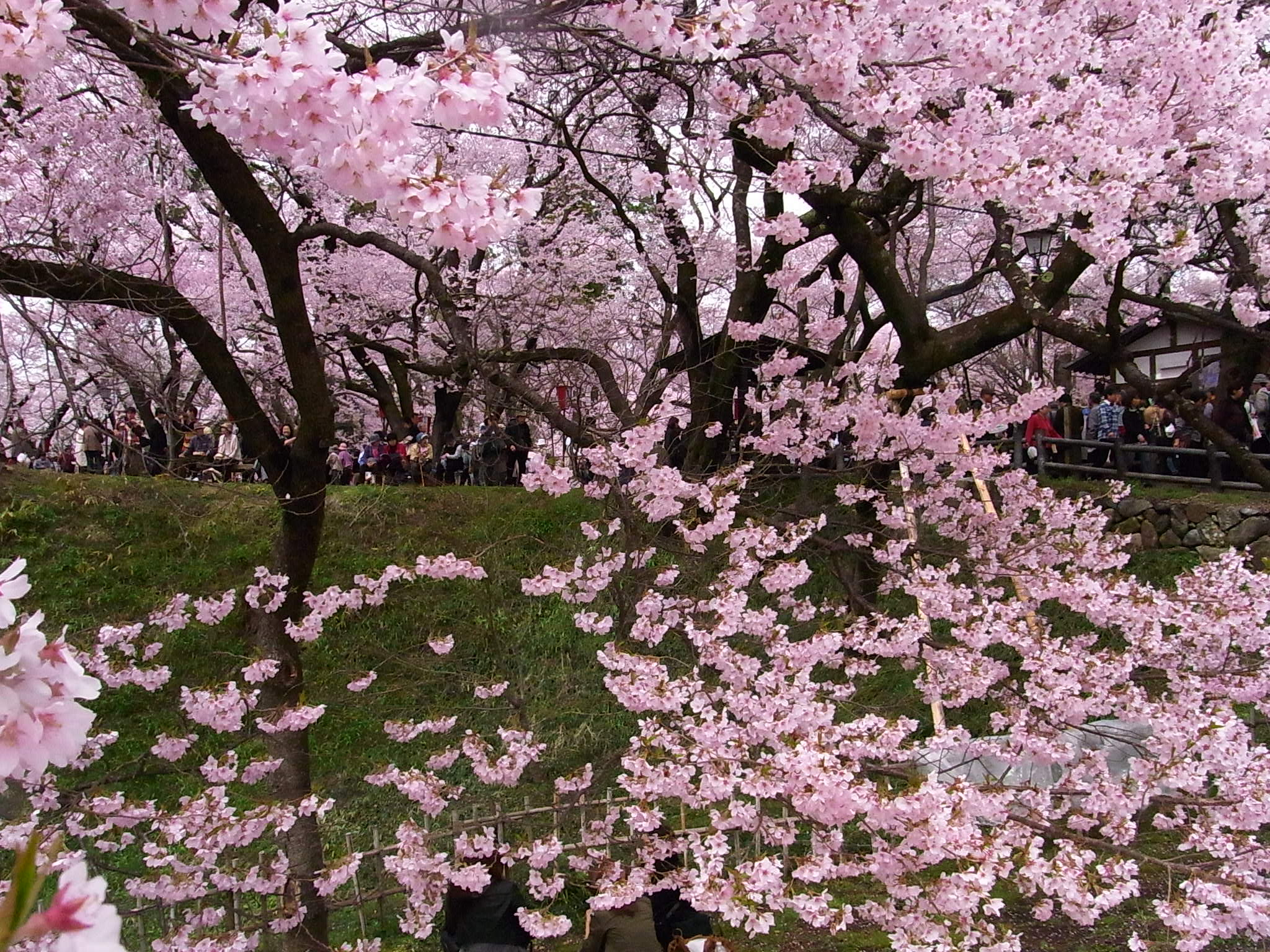
公園内の桜（2010年4月13日撮影）